# Éric Delaunay
Éric Delaunay (Saint-Lô, 4 de diciembre de 1987) es un deportista francés que compite en tiro, en la modalidad de tiro al plato.
Ganó dos medallas de oro en el Campeonato Europeo de Tiro, en los años 2011 y 2024.
Participó en dos Juegos Olímpicos de Verano, ocupando el séptimo lugar en Río de Janeiro 2016 y el quinto en Tokio 2020, en la prueba de skeet.

## Palmarés internacional
| Campeonato Europeo | Campeonato Europeo | Campeonato Europeo | Campeonato Europeo |
| Año                | Lugar              | Medalla            | Prueba             |
| ------------------ | ------------------ | ------------------ | ------------------ |
| 2011               | Belgrado (Serbia)  | Medalla de oro     | Skeet              |
| 2024               | Lonato (Italia)    | Medalla de oro     | Skeet mixto        |